# Jakub Konopnicki
Jakub Konopnicki herbu Jastrzębiec (zm. w 1596/1597) – sędzia wieluński w latach 1584–1596, cześnik sieradzki w latach 1565–1582.
Był bratem czeskim.
Poseł na sejm piotrkowski 1562/1563 roku, sejm 1582 roku z województwa sieradzkiego.